# Гневчина-Тринецька
Гневчина-Тринецька (пол. Gniewczyna Tryniecka) — село в Польщі, у гміні Триньча Переворського повіту Підкарпатського воєводства.
Населення — 836 осіб (2011).
У 1975-1998 роках село належало до Перемишльського воєводства.

## Демографія
Демографічна структура станом на 31 березня 2011 року:
|          | Загалом | Допрацездатний вік | Працездатний вік | Постпрацездатний вік |
| -------- | ------- | ------------------ | ---------------- | -------------------- |
| Чоловіки | 422     | 103                | 263              | 56                   |
| Жінки    | 414     | 90                 | 230              | 94                   |
| Разом    | 836     | 193                | 493              | 150                  |